# Literatura chadiana
A literatura do Chade tem sofrido muito com a turbulência que tomou conta do país, economicamente e politicamente. Tal como acontece com muitas culturas, a literatura no Chade começou com contos populares e lendas. Enquanto o francês é a língua dominante, o árabe também é usado por alguns escritores do Chade. A literatura chadiana é mais prevalente na França do que na própria Chade, devido à demanda do mercado e à cultura repressiva presente no Chade.
O único crítico literário do Chade, Ahmat Taboye, escreveu a Anthologie de la littérature tchadienne em 2003 para difundir o conhecimento da literatura do Chade. Embora não haja muitos escritores chadianos conhecidos, pode-se incluir alguns como Joseph Brahim Seïd, Baba Moustapha, Antoine Bangui e Koulsy Lamko.